# エルマー・H・フィッシャー

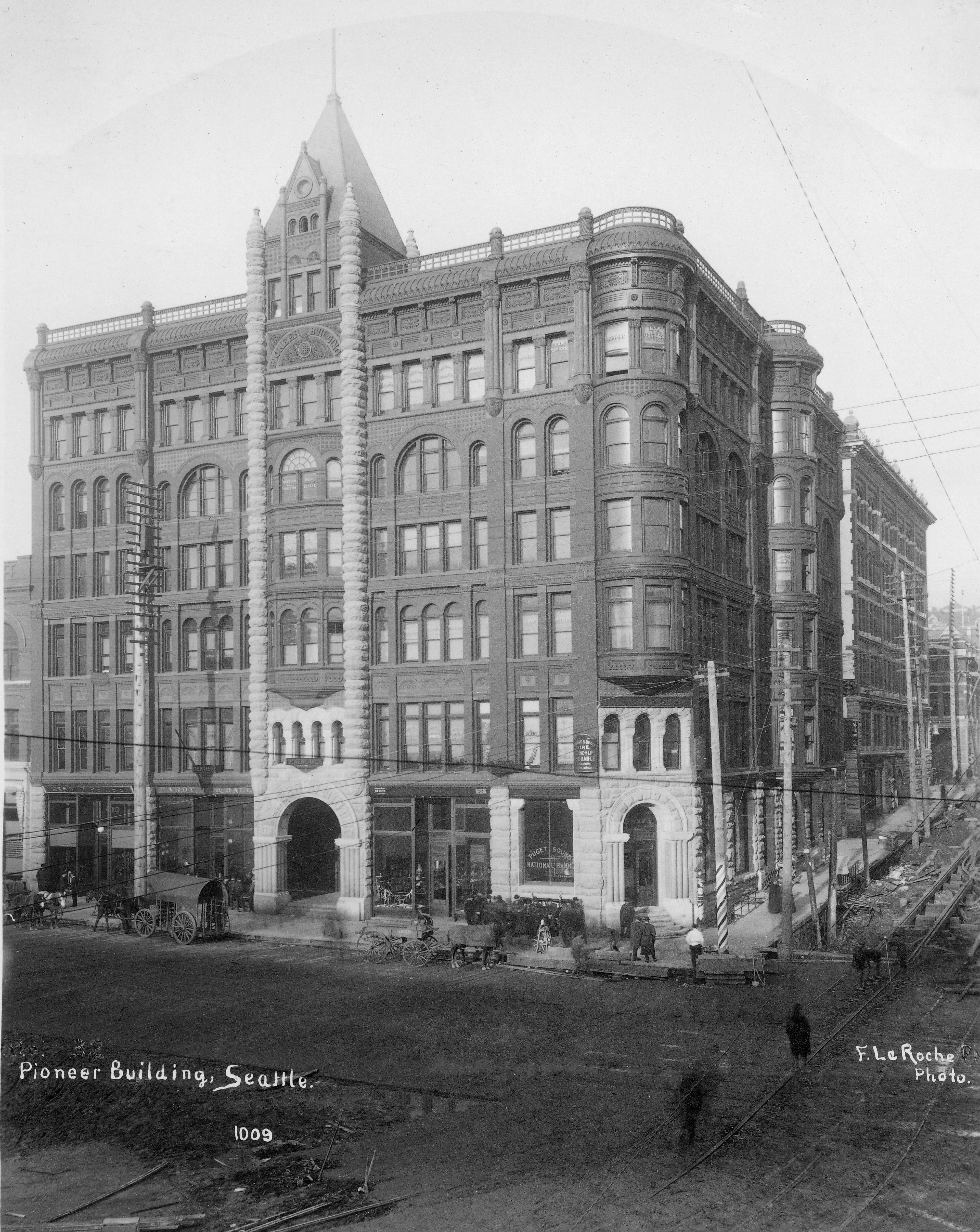
フィッシャーが手がけた、1890年完成直後のパイオニア・ビルディング。

エルマー・H・フィッシャー（Elmer H. Fisher、1840年 - 1905年）は、アメリカ合衆国の建築家で、特に、1889年のシアトル大火後、破壊された市街地を再建する過程で取り組んだ建築物によって知られている。

## 経歴
フィッシャーは、本人が説明していたところによれば、スコットランドに生まれ、17歳でマサチューセッツ州に移住し、ウースターで建築家の徒弟修行をしたという。しかし、今日では、シアトル市の調査によって、この説明が虚偽らしいことが明らかになっている。彼はまた、ミネアポリス、デンバー、ビュートを経て、1886年に太平洋岸北西部に入った。当地における彼のキャリアは、カナダ側のビクトリアやバンクーバー、ワシントン州側のポート・タウンゼンドなどにおける建築設計から始まった。
フィッシャーは、1889年にシアトルへやって来たが、これはシアトル大火が街を破壊する前のことだった。彼は街の再建において、最も数多くの案件を手がけた建築家だったと考えられており、1889年から1991年にかけて建設されたダウンタウンの主要な建物の半数ほどを設計していた。その後、財務上の問題から、彼は建築家の仕事をやめ、かつて自分が設計施工したホテルの経営者に転じた。
1893年、元愛人がフィッシャーに対して民事訴訟を起こした。彼は免訴となったが、このスキャンダルは彼の評判を傷つけた。彼はロサンゼルスに移って、建築家としてのキャリアの再開を期したが、失敗に終わった。

## 作品
1889年6月6日、大火によってシアトルの業務地区の大部分が焼失した。被災した建物はおもに木造であったため、大規模な建物の再建に際しては、煉瓦と石と鉄を用いた「耐火」建築とすることが目指された。フィッシャーは、新建された建物の多くを設計し、その一部は現在もパイオニア・スクエア一帯で見ることができる。
フィッシャーは、リチャードソニアン・ロマネスクの様式を好み、それがこの地区の景観に統一感を与えることとなった。彼はまた、建物のファサードを格子状に分割したがる傾向があったが、これはヴィクトリア朝の建築の影響であった。
されの作品で最も有名なのは、シアトルのパイオニア・ビルディングである。この建物は、1892年にヘンリー・イエスラーの依頼で完成されたもので、当時は「prestige office address（維新のあるオフィスの住所）」とされていた。この建物は、アメリカ建築家協会から「シカゴより西において最も良質な建物」として、表彰された。